# Matilde Lundorf
Matilde Lundorf Skovsen (født 19. januar 1999) er en kvindelig dansk fodboldspiller, der spiller forsvar for italienske Juventus i kvindernes Serie A.

## Karriere
I 2015–16 spillede hun for det franske storhold Paris Saint-Germain Féminines ungdomshold. Derefter vendte Lundorf hjem til Danmark, hvor hun for VSK Aarhus i Elitedivisionen, fra 2016 til sommeren 2019. I juli 2019, skrev hun under med den engelske Brighton & Hove Albion W.F.C. i den bedste engelske kvindelige rækker FA Women's Super League. Efter bare et enkelt år i Brighton, skiftede hun i sommeren 2020, til den italienske storklub Juventus i kvindernes Serie A.
Udover et succesfuldt og flot CV, har Lundorf også optrådt for U/19-landsholdet 25 gange, samt 12 landskampe for U/17-landsholdet. Hun deltog desuden ved U/19-EM i fodbold for kvinder 2018 i Schweiz. Hun debuterede i november 2018 på Danmarks U/23-kvindefodboldlandshold, hvor hun blev skiftet ind 58' minut som indskiftning for Emilie Henriksen.